# ぼのぼの (1995年のテレビアニメ)
『ぼのぼの』は、いがらしみきおによる同名の4コマ漫画を原作とするテレビアニメである。
1995年4月20日 - 1996年3月28日にテレビ東京系列『アニメ缶』（木曜19:00-19:30）にて放送された。1話15分、全48話の作品。平均視聴率8.0%。
『ぼのぼの』の初めてのテレビアニメ化作品である本作は、原作者の意向により純粋なギャグアニメーションとして製作されている。
また、原作の哲学的な要素や教訓的な話は、時折見られるものの基本的には抑えられている。
なお、本作のキャスティングは、『ぼのぼの』の初めてのアニメ作品である映画『ぼのぼの』（1993年）とは大幅に異なる。
過去にテレビ東京の平日8時台のアニメ再放送枠（時期不明）、2004年4月5日からアニマックスで再放送され、GyaOでも配信された（2005年10月、2006年4月、2012年2月配信）。2012年3月13日からはtvkにて、月 - 木曜の夕方5時半に再放送された。2017年5月17日から10月25日までテレ玉にて、2話連続放送として毎週水曜18:00 - 18:30（テレ玉アニメ☆パレード枠内）に再放送された。またテレビ東京では、本放送終了後の1997年1月から1998年12月の祝日に総集編が放送された。また、DVD-BOXも2007年4月20日に発売され、レンタルも同年4月27日からスタートした。
本作のSNSにおける再評価により、主題歌を歌った須賀響子の作品も再評価されている。

## 制作
本作の世界観は、いがらしの意向により、原作とは異なるものとなっている。いがらしは、提出されたシナリオに目を通し、原作をなぞっていることに気づき、スタッフに「無理をせず、もう少し違うものを作ってほしい」と依頼したと、2016年のおたぽるとのインタビューの中で明らかにしている。その際、『トムとジェリー』のように、子どもが楽しめるよう躍動感を持たせてほしいと説明していたと話している。
原作を初出とするキャラクターや、原作をもとにしたエピソードに何らかの改変が行われているケースもある。たとえば、原作におけるしまっちゃうおじさんはぼのぼのの空想上の存在であると同時にぼのぼのの思考の暴走を防ぐ存在としても描かれており、彼の思考が成熟するにつれて出番が減っていった。一方、テレビアニメ第1作におけるしまっちゃうおじさんは、なまはげのようなおどろおどろしい存在として描かれている。また、第44話「ボーズくんの小さな冒険」の場合、原作エピソードでは、物知りリスさんと子持ちリスさんが登場していたが、テレビアニメ第1作には登場していない。

### キャスティング
テレビアニメ第1作のキャスティングは、1993年に公開されたアニメ映画から変更があった。音響監督を務めた明田川進は、2020年のコラムの記事の中でどうしてそうなったのかわからないと述べ、選定後に自分が音響監督として呼ばれたのかもしれないとしている。
ぼのぼのを演じた渡辺久美子について、明田川は「変に演技をしない自然体のスタイルがとても印象的です。」と話しており、シマリスくん役の吉田古奈美やアライグマくん役の藤原啓治の声が入ることでバランスが取れ、面白さが出たと述べている。

### 音楽
監督を務めた難波日登志とプロデューサーの松崎澄夫、そして明田川による話し合いの結果、第1作の作風から沖縄の島歌のような楽曲がふさわしいということになり、沖縄出身の三宅一徳を起用した。

## スタッフ
- 原作 - いがらしみきお
- 企画 - 櫻井尚、田代敦巳
- シリーズ構成 - やすみ哲夫
- キャラクターデザイン・総作画監督 - 保谷有香
- 美術監督 - 渡部孝
- 色彩設計 - 斉藤裕子
- 撮影監督 - 吉田光伸
- 編集 - 古川雅士
- 音響監督 - 明田川進
- 音楽 - 三宅一徳
- 音楽プロデューサー - 松崎澄夫
- 音楽制作 - ビクターエンタテインメント
- 音楽協力 - テレビ東京ミュージック
- プロデューサー  - 岩田圭介（テレビ東京）、兼坂勝利
- アニメーションプロデューサー - 川人憲治郎
- アニメーション制作 - グループ・タック
- 監督 - 難波日登志
- 特殊効果 - 前川孝
- 音響効果 - 倉橋静男
- 録音調整 - 上林信芳
- 録音助手 - 高坂隆
- 録音スタジオ - アオイスタジオ
- 音響制作 - マジックカプセル
- 選曲 - 明田川仁
- タイトル - 片山悟
- ネガ編集室 - 松尾編集室
- 現像 - IMAGICA
- 広報担当 - 久保夏実
- 制作担当 - 平田ユタカ
- 製作協力 - B2プロダクション、竹書房
- 製作 - テレビ東京・アミューズ

## 主題歌
エンディングテーマ（第1話 - 23・48話） - 「近道したい」
作詞・歌：須賀響子 作曲・編曲：山川恵津子
エンディングテーマ（第24 - 47話） - 「LOVE, TWO LOVE」
作詞・作曲・歌：須賀響子 編曲：米光亮
「近道したい」のアニメーションは3種類あり、製作のクレジット部分で転ぶキャラクターが異なる。
「LOVE, TWO LOVE」のアニメーションは4種類あり、第24 - 28話のものは第1 - 23話のシーンを使用。第29 - 47話については原作 第11巻「木に登ってみたいなぁの巻」にあるぼのぼのが木登りに挑戦するストーリーを使っており、なおかつ最後のカットでしまっちゃうおじさんが画面手前・右端・存在しないの3種類がある。須賀響子の楽曲は1995年の発売から再発売されておらず入手困難であったが、後にダウンロード販売やサブスクリプションが解禁された。

## 声優
- ぼのぼの - 渡辺久美子
- シマリスくん - 吉田古奈美
- アライグマくん - 藤原啓治
- スナドリネコさん - 小杉十郎太
- ショーねえちゃん - 田中真弓
- ダイねえちゃん - ならはしみき
- フェネックギツネくん - 柳沢三千代
- フェネックギツネくんのお父さん - キートン山田
- シマリスくんのお父さん - 茶風林
- シマリスくんのお母さん - 横尾まり
- クズリくん、たまごのキミくん - 雨蘭咲木子
- ボーズくん - 中沢みどり
- アライグマくんのお父さん - 梅津秀行
- アライグマくんのお母さん - 潘恵子
- ビーバーさん - 安西正弘
- ボーズくんのお母さん - 水原リン
- クズリくんのお父さん - 田の中勇
- ぼのぼののお父さん - 長嶝高士
- ヒグマさん - 萩森侚子
- コヒグマくん、子クジラくん - 石津彩
- ヒグマの大将 - 梁田清之
- オオサンショウウオさん、カエルくん - 上田敏也
- カシラ、ゴンゾ - 石井康嗣
- ハエ - 戸部公爾
- しまっちゃうおじさん他 - 飛田展男
- 夜魔王、生き物 - 上田祐司
- 木のオバケ - 佐藤智恵
- ミンミン - 矢島晶子
- ナンナン - 遊佐浩二
- 子クジラくんのお母さん - 真柴摩利
- 流れ星くん - 石川寛美
- ラビにいちゃん - 檜山修之
- チィラビちゃん - 荒木香恵
- ちびすけ、おケラくん - 瀧本富士子

## 各話リスト
| 話数 | サブタイトル               | 脚本           | 絵コンテ         | 演出             | 作画監督 作画 | 放送日         |
| ---- | -------------------------- | -------------- | ---------------- | ---------------- | ------------- | -------------- |
| 1    | ぼのぼのと遊ぼうよ         | やすみ哲夫     | 三條なみみ       | 大畑清隆         | 今野淑子      | 1995年 4月20日 |
| 2    | ボクもお家が欲しい         | 小松崎康弘     | 三條なみみ       | 池端隆史         | 志村泉        | 4月27日        |
| 3    | うまいんだなっデココの実は | やすみ哲夫     | ワタナベシンイチ | ワタナベシンイチ | 大河原晴男    | 5月4日         |
| 4    | あの音はなんだろう?        | 小松崎康弘     | 三條なみみ       | 山崎たかし       | 山崎たかし    | 5月11日        |
| 5    | まねっ子コヒグマくん       | やすみ哲夫     | ときたひろこ     | ときたひろこ     | 鈴木大司      | 5月18日        |
| 6    | オナラがプープーぷーッ     | やすみ哲夫     | ワタナベシンイチ | ワタナベシンイチ | 大河原晴男    | 5月25日        |
| 7    | 歌うたいフェネギーくん     | 小松崎康弘     | 鈴木大司         | 鈴木大司         | 鈴木大司      | 6月1日         |
| 8    | シマリスくんの歯が抜けた   | 小松崎康弘     | 岡嶋国敏         | 岡嶋国敏         | 丸山泰英      | 6月8日         |
| 9    | 泣きむしボーズくん         | やすみ哲夫     | 福本潔           | 福本潔           | 石黒育        | 6月15日        |
| 10   | 火ってどんなもの?          | やすみ哲夫     | 佐山聖子         | 佐山聖子         | 西山里枝      | 6月22日        |
| 11   | シマリスくんのおねえさん   | 小松崎康弘     | 大畑清隆         | 大畑清隆         | アベ正己      | 6月29日        |
| 12   | 新しい石が欲しい!          | 小松崎康弘     | 三條なみみ       | 青野昌           | 杉山東夜美    | 7月6日         |
| 13   | 夜はどこから来るのかな?    | 小松崎康弘     | ワタナベシンイチ | ワタナベシンイチ | 大河原晴男    | 7月13日        |
| 14   | ダイねえちゃんの土ダンゴ   | やすみ哲夫     | 三條なみみ       | 大畑清隆         | 工藤裕加      | 7月20日        |
| 15   | カゼひきシマリスくん       | やすみ哲夫     | 池端隆史         | 池端隆史         | 高崎由利      | 8月3日         |
| 16   | ボクらの怖いもの?          | やすみ哲夫     | 矢吹勉           | 渡辺哲哉         | 畑良子        | 8月10日        |
| 17   | 顔がのびたんでぃす         | 西園悟         | 牛草健           | 渡辺哲哉         | 鈴木大司      | 8月17日        |
| 18   | 恋するアライグマくん       | やすみ哲夫     | 福本潔           | 福本潔           | 石黒育        | 8月24日        |
| 19   | 滝下りは楽しいぞ!          | 小松崎康弘     | 山崎たかし       | 山崎たかし       | 山崎たかし    | 8月31日        |
| 20   | ホタルの森でドッキリ!      | やすみ哲夫     | 大畑清隆         | 大畑清隆         | アベ正己      | 9月7日         |
| 21   | ハイ!ハイ!俳句おじいさん   | やすみ哲夫     | ワタナベシンイチ | ワタナベシンイチ | 大河原晴男    | 9月14日        |
| 22   | やさしいアライグマくん     | 西園悟         | 池端隆史         | 池端隆史         | 尾鷲英俊      | 9月21日        |
| 23   | しゃっくりが止まらない     | 米村正二       | 井上修           | 井上修           | 平岡正幸      | 9月28日        |
| 24   | くっついてゴメンナサイ     | やすみ哲夫     | 佐山聖子         | 佐山聖子         | 西山里枝      | 10月5日        |
| 25   | アライグマくんの家出       | 小松崎康弘     | 三條なみみ       | 大畑清隆         | 杉山東夜美    | 10月19日       |
| 26   | その名はげぶげぶ           | 西園悟         | 大畑清隆         | 大畑清隆         | 工藤裕加      | 10月26日       |
| 27   | おひさま仮面参上!          | やすみ哲夫     | ワタナベシンイチ | ワタナベシンイチ | 大河原晴男    | 11月2日        |
| 28   | 嵐が森にやって来た!        | ごうどかずひこ | 山崎たかし       | 山崎たかし       | 山崎たかし    | 11月9日        |
| 29   | 変身?ぼのぼの!             | 小松崎康弘     | 浅見隆司         | 浅見隆司         | 前田康成      | 11月16日       |
| 30   | お久しぶりネッおチビちゃん | 北条千夏       | 福本潔           | 福本潔           | 入江篤        | 11月23日       |
| 31   | オネショしてゴメン         | やすみ哲夫     | ワタナベシンイチ | ワタナベシンイチ | 大河原晴男    | 11月30日       |
| 32   | アライグマくんの誕生日     | ごうどかずひこ | 米谷良知         | 米谷良知         | 畑良子        | 12月7日        |
| 33   | まいごのクジラくん         | 米村正二       | 佐山聖子         | 佐山聖子         | 西山里枝      | 12月14日       |
| 34   | 流れ星さんのお引っ越し     | 北条千夏       | 牛草健           | 渡辺哲哉         | 鈴木大司      | 12月30日       |
| 35   | 雪がコンコン!              | やすみ哲夫     | 山崎たかし       | 山崎たかし       | 山崎たかし    | 12月30日       |
| 36   | 氷の世界でドボン!          | ごうどかずひこ | 池端隆史         | 池端隆史         | 末吉裕一郎    | 1996年 1月4日  |
| 37   | 洞くつの恐怖               | 西園悟         | 大畑清隆         | 大畑清隆         | アベ正己      | 1月11日        |
| 38   | さいみん術でぃす!!         | やすみ哲夫     | 池端隆史         | 池端隆史         | 杉山東夜美    | 1月18日        |
| 39   | 雪ウサギの伝説             | 北条千夏       | 大畑清隆         | 大畑清隆         | 工藤裕加      | 1月25日        |
| 40   | ぼのぼのとちびすけ         | やすみ哲夫     | ワタナベシンイチ | ワタナベシンイチ | 大河原晴男    | 2月1日         |
| 41   | あしたが見えーる           | やすみ哲夫     | 米谷良知         | 米谷良知         | 畑良子        | 2月8日         |
| 42   | あやしい湖                 | 西園悟         | 久米一成         | 久米一成         | 久米一成      | 2月15日        |
| 43   | だれが一番!?               | やすみ哲夫     | 池端隆史         | 池端隆史         | 末吉裕一郎    | 2月22日        |
| 44   | ボーズくんの小さな冒険     | 北条千夏       | ワタナベシンイチ | ワタナベシンイチ | 大河原晴男    | 2月29日        |
| 45   | ぼのぼの猛レース           | 小松崎康弘     | 篠幸裕           | 渡辺哲哉         | 畑良子        | 3月7日         |
| 46   | 犯人はだぁれ?              | ごうどかずひこ | 井上修           | 井上修           | 丸山泰英      | 3月14日        |
| 47   | 遊べないアライグマくん     | やすみ哲夫     | 鈴木大司         | 鈴木大司         | 鈴木大司      | 3月21日        |
| 48   | 毎日が楽しかったら?        | やすみ哲夫     | 大畑清隆         | 大畑清隆         | 保谷有香      | 3月28日        |

### 総集編
祝日の8時台に特別番組として、テレビ東京で放送された。放送順を再構成し、テレビシリーズ全48話分を放送。番組冒頭の挨拶と次の作品のタイトル紹介・終わりの挨拶部分は、総集編用に作られたアニメーションが使われている。このアニメーションの映像は各総集編ともに共通（季節によって背景が異なる部分がある）だが、音声は放送時期によって音楽・台詞・ギャグが変更されている。
- 1997年1月2日 - お正月だよ ぼのぼのワールド
- 1997年5月5日 - こどもの日だよ ぼのぼのワールド
- 1997年7月21日 - 夏休みだよ ぼのぼのワールド
- 1997年10月10日 - 体育の日だよ ぼのぼのワールド!
- 1998年1月1日 - お正月だよ ぼのぼのワールド!
- 1998年2月1日 - アニメ・こどもはカゼの子 ぼのぼのワールド!
- 1998年5月5日 - アニメ・こどもの日だよ ぼのぼのワールド
- 1998年9月23日 - 食欲の秋だよ ぼのぼのワールド!
- 1998年12月23日 - 親子アニメ劇場 ぼのぼの・じょうじなまはげ

## 放送局
テレビ東京系以外はすべて時差ネット。
- 東京都：テレビ東京（制作局）
- 北海道：テレビ北海道
- 岩手県：岩手放送
- 秋田県：秋田放送
- 新潟県：テレビ新潟
- 長野県：長野放送
- 愛知県：テレビ愛知
- 大阪府：テレビ大阪
- 京都府：KBS京都
- 和歌山県：テレビ和歌山
- 岡山県・香川県：テレビせとうち
- 福岡県：TXN九州

| テレビ東京系列 木曜19:00 - 19:30枠 | テレビ東京系列 木曜19:00 - 19:30枠             | テレビ東京系列 木曜19:00 - 19:30枠                  |
| 前番組                             | 番組名                                         | 次番組                                              |
| ---------------------------------- | ---------------------------------------------- | --------------------------------------------------- |
| とっても!ラッキーマン              | アニメ缶 （ビット・ザ・キューピッド/ぼのぼの） | バーチャファイター（第2期） 【月曜18:30枠から移動】 |

## ビデオソフト
| 巻               | 発売日         | 収録話          | 規格品番 |
| ---------------- | -------------- | --------------- | -------- |
| 1 おはようの巻   | 1995年10月25日 | 第1話 - 第8話   | BES-1281 |
| 2 たのしいなの巻 | 1995年11月25日 | 第9話 - 第16話  | BES-1282 |
| 3 なぜだろうの巻 | 1996年1月25日  | 第17話 - 第24話 | BES-1283 |
| 4 どうしようの巻 | 1996年2月25日  | 第25話 - 第31話 | BES-1284 |
| 5 おいしいねの巻 | 1996年4月25日  | 第33話 - 第40話 | BES-1285 |
| 6 おやすみの巻   | 1996年5月25日  | 第41話 - 第48話 | BES-1286 |

| 巻    | 発売日        | 収録話          | 規格品番   |
| ----- | ------------- | --------------- | ---------- |
| 1     | 2007年4月20日 | 第1話 - 第6話   | TSDS-75412 |
| 2     | 2007年4月20日 | 第7話 - 第12話  | TSDS-75413 |
| 3     | 2007年4月20日 | 第13話 - 第18話 | TSDS-75414 |
| 4     | 2007年4月20日 | 第19話 - 第24話 | TSDS-75415 |
| 5     | 2007年4月20日 | 第25話 - 第30話 | TSDS-75416 |
| 6     | 2007年4月20日 | 第31話 - 第36話 | TSDS-75417 |
| 7     | 2007年4月20日 | 第37話 - 第42話 | TSDS-75418 |
| 8     | 2007年4月20日 | 第43話 - 第48話 | TSDS-75419 |
| BOX 1 | 2007年4月20日 | 第1話 - 第24話  | TSDS-75420 |
| BOX 2 | 2007年4月20日 | 第25話 - 第48話 | TSDS-75421 |

## 関連書籍
- ぼのぼの(1) ぼくとあそぼう（講談社のテレビ絵本） （講談社、1996年、ISBN 978-4-06-309847-1） - テレビアニメ第1作目を原作とした絵本。作画 グループタック。
- ぼのぼの（未刊行） - テレビアニメ第1作目のコミカライズ。『にゃお』1996年8月号 - 1996年?月号。作画 ますいそういち＆グループ・タック。

## 反響
本作の独特な作風は子供を中心に人気を集め、現在でも根強いファンを持つ。

### しまっちゃうおじさんに対する反響
また、登場人物の一人であるしまっちゃうおじさんも視聴者の印象を残しており、2007年に発売されたDVD版の竹書房限定特典として付属した絵本「しまっちゃうおじさんのこと」は、2014年4月に一般販売された。さらに、絵本の一般販売から半年後の2014年10月27日には彼が登場する回を集めた『しまっちゃうおじさん Special DVD』が発売された。

## 他作品へのゲスト出演
- 2011年12月より全国のパチンコ店で導入した『CRAプレミアム海物語〜ぼのぼのが遊びに来たよ!〜』に本作品の登場人物が多数出演し[6]、マリン、サム、ワリンなどと共演する。声はTVアニメ版を起用している。ただしサム同様大当たり確定時しか出現しない、プレミアキャラである。